# Christy Opara-Thompson
Christy Opara-Thompson (née le 2 mai 1970) est une athlète nigériane, spécialiste du 100 m et du saut en longueur.
Ayant participé aux Jeux olympiques de Barcelone en 1992, elle a remporté une médaille de bronze sur le relais 4 × 100 m avec ses compatriotes Beatrice Utondu, Faith Idehen et Mary Onyali.
Elle est médaillée d'or du relais 4 x 100 m aux Championnats d'Afrique d'athlétisme 1993 à Durban et aux Jeux africains de 1995 à Harare.